# Ludwik Jelski
Ludwik Jelski (ur. 1785, zm. 8 sierpnia 1843 w Néris-les-Bains) – polski hrabia, działacz polityczny, uczestnik kampanii napoleońskich, prezes Banku Polskiego, uczestnik powstania listopadowego.

## Życiorys
Hrabia Ludwik Jelski był synem ministra Wielkiego Księstwa Litewskiego Franciszka Jelskiego oraz uczestnikiem kampanii napoleońskich.
Został on zaangażowany przez księcia Ksawerego Druckiego-Lubeckiego w prace nad przygotowywaniem aktów prawnych mających być podstawą do działalności Banku Polskiego, który zamierzano otworzyć na ziemiach Królestwa Polskiego. Wyjechał za granicę w celu studiowania statutów innych banków, aby móc się na nich wzorować. Podobno Jelski również starał się sprzedać w korzystnej cenie listy zastawne, po to by uzyskać środki mające wchodzić w skład kapitału przyszłej instytucji. Po utworzeniu Banku Polskiego w 1828 roku został jego pierwszym prezesem. Pod koniec powstania listopadowego, jako dyrektor Polskiego Narodowego Banku wyjechał do Wiednia, na wniosek kanclerza Austrii Matternicha. Spotkanie miało być tajne. Jelski gdy dotarł do Berna dowiedział się, że widzenie jednak odbędzie się w Brzecławiu. Kanclerza na spotkaniu miał zastąpić generał Clam-Martinitz. Z uwagi na to, że na miejscu został przypadkowo zakwaterowany, niewtajemniczony w sprawę, wysoki oficer austriacki, rozmowy odbyły się w austriackim Poisdorf. Jelski niedługo po spotkaniu został internowany przez rząd austriacki.
W 1832 roku w Paryżu zostało założone Towarzystwo Literackie przez Adama Jerzego Czartoryskiego. Jego głównym celem była obrona sprawy polskiej zarówno w prasie francuskiej, jak i polskiej. Ludwik Jelski został jego członkiem i znalazł się wśród osób opracowujących ustawy.

## Potomstwo
Z pierwsza żoną Klotyldą Moniuszko (1801–1872) miał dwoje dzieci:
- Izabela Jelska (1820–1896) – żona Adama Bychowca
- Włodzimierz Jelski (1820–1875)

Z drugą żoną Gabrielą Rozalią Dupaillau (1810–1841) miał jedno dziecko:
- Ludwik Jelski (1840–1897) – major wojska francuskiego[7]